# Saint-Maur, Indre (fostă comună)

Saint-Maur este o comună în departamentul Indre, Franța. În 1 ianuarie 2016 avea o populație de 3.680 de locuitori.